# Zajk
Zajk là một thị trấn thuộc hạt Zala, Hungary. Thị trấn này có diện tích 12,39 km², dân số năm 2010 là 211 người, mật độ 17 người/km².